# كيم كيو سيك
كيم كيو سيك، (بالكورية: 김규식، وبالهانجا: 金奎植) 29 يناير 1881 – 10 ديسمبر 1950)، كان سياسيًا وأكاديميًا كوريًا خلال حركة الاستقلال الكورية وقياديًا في حكومة جمهورية كوريا المؤقتة. عمل كيم في أدوار مختلفة في الحكومة المؤقتة، بما في ذلك وزيرًا للخارجية، وسفيرًا، ووزيرًا التعليم، ونائبًا للرئيس من عام 1940 حتى حل الحكومة المؤقتة في 3 مارس 1947. من ألقاب كيم: يوسا (우사)، وكومون (금문)، وكيم سانج (김성)، وجوكجيوك (죽적).

## الحياة و الوظيفة

### الحياة المكبرة

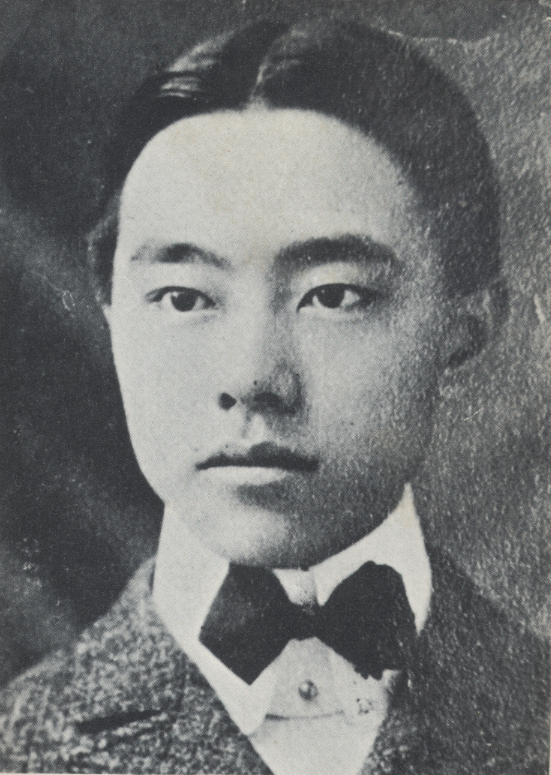
كيم كيو سيك (1890)

ولد كيم في Dongnae، وهي الآن جزءٌ من بوسان المعاصرة. صار كيم يتيمًا في سن مبكرة، ودرس مع التبشيري الأمريكي HG أندروود بدءً من سن 6 سنوات، مع أخذه الاسم المسيحي «يوهان». سافر لاحقًا إلى الولايات المتحدة، وحصل على درجة البكالوريوس من كلية رونوك في عام 1903 ودرجة الماجستير في الأدب الإنجليزي من جامعة برنستون في العام التالي.
في عام 1905 عاد كيم إلى كوريا، وقام بالتدريس على نطاق واسع. وبعد ضم اليابان لكوريا عام 1910 هرب كيم إلى الصين في عام 1913.

### الحكومة المؤقتة لجمهورية كوريا

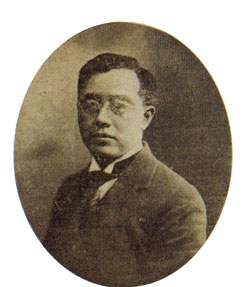
كيم كيو سيك (1919)

في عام 1919 سافر كيم إلى باريس لحضور مؤتمر باريس للسلام للضغط من أجل استقلال كوريا عن اليابان. تم إرساله من قبل ليو وون هيونغ وتشانغ دوك سو، اللذين نظما Sinhan Cheongnyeondang في شنغهاي في صيف عام 1919. أثبتت جهوده في باريس أنها غير مجدية.
تم تشكيل الحزب الثوري الوطني الكوري في شنغهاي عام 1935 من خلال تجمع الأحزاب الكورية القومية. المنظمون هم كيم كيو سيك، وكيم وون بونج، وتشو سوانج.
كان كيم عضوًا قياديًا في حكومة جمهورية كوريا المؤقتة ومقرها في شنغهاي، وأصبح فيها نائب الرئيس. كان يجيد اللغة الإنجليزية ودرّس الإنجليزية لأعضاء الحكومة المؤقتة.

### بعد تحرير كوريا
بعد تحرير كوريا الجنوبية بعد الحرب العالمية الثانية في عام 1945، عاد إلى وطنه للانضمام إلى تشكيل دولة مستقلة حديثًا، والتي كانت آنذاك تحت حكم حكومة الجيش العسكري الأمريكي في كوريا في الجنوب والإدارة المدنية السوفيتية في الشمال. لقد فضل كيم زعيم الاحتلال الأمريكي جون ر. هودج، الذي رآه وليو وون هيونغ كقادة معتدلين على اليمين واليسار على التوالي. في سبتمبر 1947، دفعت الولايات المتحدة ولي سونغ مان (이승만،李承晩- المعروف أيضا باسم إي سنغ مان) وآخرون لنقل المسألة الكورية إلى الأمم المتحدة المنشأة حديثًا، والتي صوتت للسماح بإجراء انتخابات في الجنوب مع اعتراضات القوميين الجنوبيين مثله ومثل كيم كوو وكذلك من اللجنة اللجنة الشعبية المؤقتة في الشمال، الذين عارضوا بسبب عدم مشاركة الشمال.

### الموت
بعد محاولات فاشلة للتوسط في إعادة التوحيد في ذلك العام، تقاعد من السياسة. وبعد اندلاع الحرب الكورية عام 1950، تم اختطافه ونقله إلى الشمال. وبحسب ما ورد فقد توفي بالقرب من مانبو في أقصى الشمال في 10 ديسمبر.
في مايو 1988 حصل بعد وفاته على وسام وسام الاستحقاق للمؤسسة الوطنية (건국 훈장 대한민국 장؛ 建國 勳章 大韓民國 章)، وهو أرقى وسام مدني في كوريا الجنوبية. حصل بعد وفاته على جائزة إعادة التوحيد الوطنية لكوريا الشمالية في عام 1998.

## معلومات أخرى
مهنة تعليمية
- 17 ديسمبر 1913 في شنغهاي، أستاذًا في مدرسة باركدال الإنجليزية
- 1923 أستاذ اللغة الإنجليزية بجامعة فودان
- 1927-1929 في تيانجين، أستاذ اللغة الإنجليزية بجامعة بحر الشمال
- 1932-1937 مدرسة نانجينغ للمدرس السياسي، أستاذ سياسي.
- 1937–1940 كلية شوان أستاذ الأدب الإنجليزي، واللغات الأجنبية، ورئيس قسم اللغات الأجنبية وآدابها

كتب
- قصائد 《يانغ يو كيونغ》 بالكورية: (양자 유경)
- 《قواعد اللغة الإنجليزية الصغيرة》
- 《الإنجليزية التطبيقية》
- 《مقدمة إليزابيث الأولى في المسرح》
- 《WonYongSa》

درجات
- 1903 كلية رونوك (ليسانس الآداب)
- 1904 ماجستير الأدب الإنجليزي من جامعة برنستون
- 1923 دكتوراه فخرية في القانون من كلية رونوك

الجوائز والتقدير
- وسام الاستحقاق للمؤسسة الوطنية (1988)
- جائزة إعادة التوحيد الوطنية (1988)

## وصلات خارجية
| المناصب السياسية   | المناصب السياسية                                | المناصب السياسية        |
| ------------------ | ----------------------------------------------- | ----------------------- |
| سبقه ريو دونغ ريول | نائب رئيس حكومة جمهورية كوريا المؤقتة 1940-1948 | تبعه حل الحكومة المؤقتة |